# Openbare Leeszaal aan de Voetiusstraat 2-4
De voormalige Openbare Leeszaal aan de Voetiusstraat 2-4 is een rijksmonument in het centrum van de Nederlandse stad Utrecht. Het uit omstreeks 1911 daterende pand is ontworpen door de architect J. Stuivinga.
De leeszaal is gebouwd net na de verbreding van de Voetiusstraat. Stuivinga ontwierp het in een neorenaissancestijl. Onderdeel ervan is ook een beheerderswoning met poortje. Verder bevond er zich een voordrachtenzaal voor 250 toehoorders. Het pand fungeerde tot 1975 als openbare bibliotheek. Vervolgens was het Instituut voor Kunstzinnige Vorming erin gevestigd. Anno 2021 bestaat het uit woningen en kantoorruimtes.
In 2001 werd het aangewezen als rijksmonument vanwege "de architectonische waarde als gaaf voorbeeld van Hollandse neo-renaissance en als onderdeel van [het] oeuvre van [de] architect J. Stuivinga. Tevens vanwege de cultuurhistorische waarde als vroeg voorbeeld van een openbare leeszaal".